# Šipovo

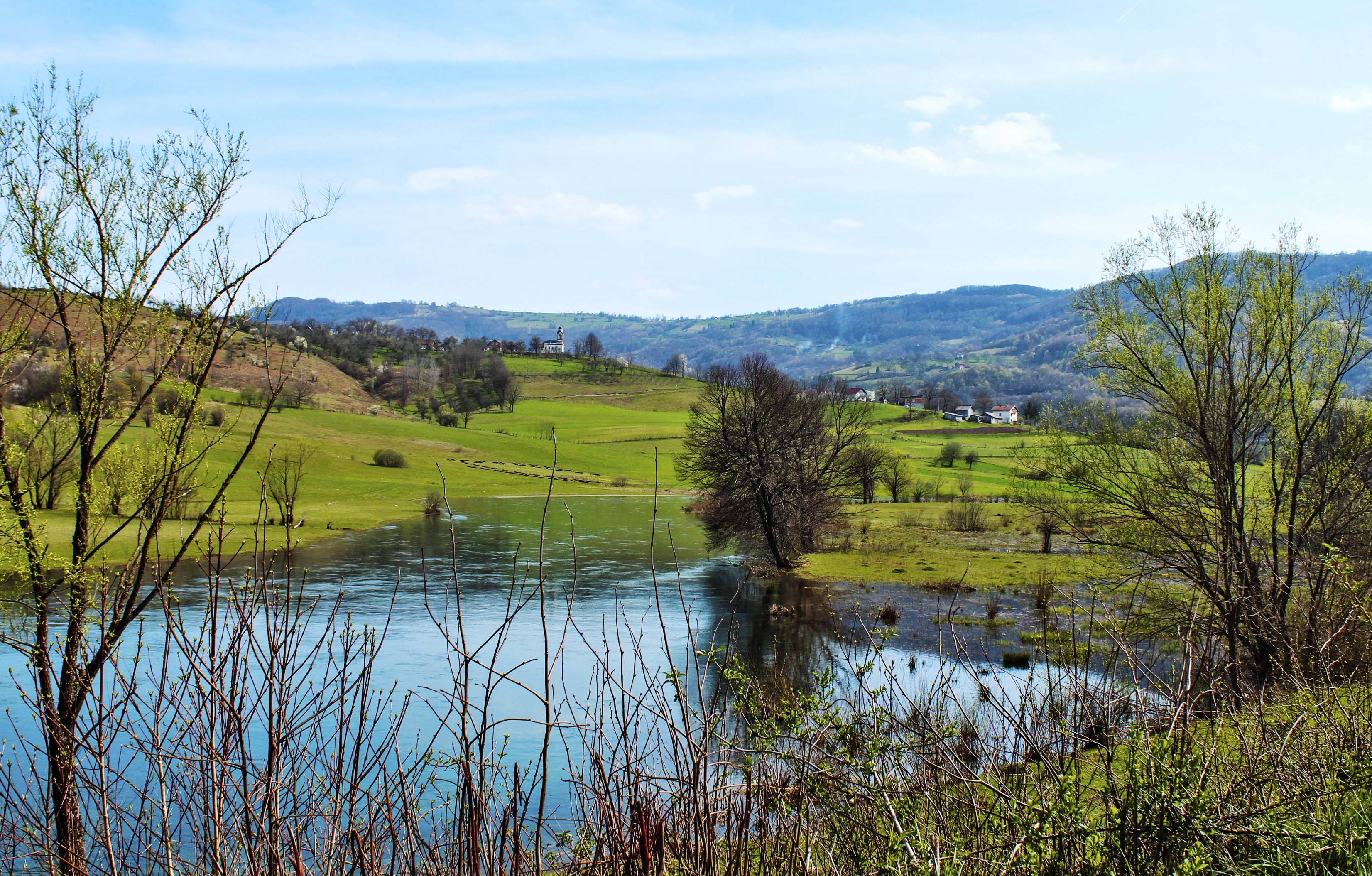
A Pliva-folyó Šipovónál

Šipovo (szerbül: Шипово) város és községközpont Bosznia-Hercegovinában, Bosanska krajina területén, a Szerb Köztársaságban, Šipovo községben.

## Fekvése
Bosznia-Hercegovina közép-nyugati részén, Banja Lukától légvonalban 55, közúton 80 km-re délre, Jajcától légvonalban 15 km-re, közúton 22 km-re délnyugatra található. A község területe elsősorban hegyvidéki terület, amelyet a Janj és a Pliva folyók, valamint a Sokočnica, Lubovica és Volarica folyók szelnek át. Geomorfológiai szempontból Šipovo a dombos-hegységi területhez tartozik, amely átlagosan mintegy 800 m-rel emelkedik a tengerszint fölé. A tengerszint feletti legalacsonyabb pont (a Janj folyó összefolyása Plivával) 440 méter, legmagasabb pontja pedig a Vitorog-hegység csúcsa. A Janj folyó plivai torkolata körüli terep sík és dombos, körülbelül 440 m tengerszint feletti magasságú, majd fokozatosan emelkedik, és átmegy hegyvidékbe. A terület legmagasabb pontja délen a Veliki Vitorog (Vitorog-hegység; 1906 m), északon pedig a Bandira (Lisina-hegység; 1335 m). A keleti rész legmagasabb hegye a Gorica 1267 m-es csúcsával, nyugaton pedig a Čardak 1452 m-es csúcsával.
Šipovo község domborzata a következő nagyobb egységekből áll:
- hegyvonulatok (Vitorog, Plazenica, Ravna gora, Gorica, Lisina és Čardak);
- síkságok és fennsíkok (Natpoljsko-Čuklićka, Podobzirsko-Pribeljačka és Strojičko-Podovska);
- folyóvölgyek: a Pliva és a Janj folyó völgyei.

Šipovo térsége túlnyomórészt üledékes mészkőkőzetekből és dolomitból áll. A mészkőfelületeket számos tektonikus hasadék metszi, amelyek számos felszínformát (mélyedések, üregek, barlangok) hoztak létre, amelyek közül a leghíresebb a Vitorog-hegység lejtőin található Vaganjska-barlang (990 méteres tengerszint feletti magasságban), számos cseppkő- és sztalagmitdíszítéssel.
A község teljes területe 510 négyzetkilométer. Ebből a legértékesebb erőforrás az erdők, melyek 22 000 hektárt (48%), a rétek és a legelők körülbelül 15 550 hektárt (33%), a szántók és a gyümölcsösök körülbelül 6 500 hektárt, a terméketlen területek pedig körülbelül 2 000 hektárt (4%) tesznek ki.
A legnépesebb terület a község északi részén, az említett folyók medencéjében található, ahol a község teljes lakosságának mintegy 60%-a él. A forgalom szempontjából két fontos kommunikációs útvonal halad át Šipovo településen a Pliva és a Janj folyók völgyén keresztül. Ezek a következők: Banja Luka – Šipovo – Kupres és a Jezero – Šipovo – Glamoč irányok.

## Éghajlata
Éghajlati szempontból Šipovo a mérsékelt kontinentális éghajlat övezetében található, bizonyos eltérésekkel, amelyek a magassági, domborzati és növényzeti elemek különbözőségében nyilvánulnak meg. Az évi középhőmérséklet +10 °C, a nyári átlaghőmérséklet +20 °C, a téli átlaghőmérséklet 0 °C körüli. Az átlagos éves napsütéses órák száma 1800 óra vagy átlagosan napi 5 óra. Az átlagos éves relatív páratartalom körülbelül 85%. A csapadék átlagos értéke évi 990 mm. Az átlagos hólepte napok száma 120 nap, a vegetációs időszak körülbelül 250 napig tart. Šipovóban gyakori a köd, mely az év számos napján előfordul. A község déli részén (Janjska fennsík) gyakori jelenség a szél, mivel Janj fölött mediterrán és kontinentális légtömegek csapnak át.

## Népessége

### Šipovo község
| Nemzetiségi csoport | Népesség 1991 | Népesség 2013 |
| ------------------- | ------------- | ------------- |
| Szerb               | 12333         | 9576          |
| Bosnyák             | 2965          | 628           |
| Horvát              | 31            | 26            |
| Jugoszláv           | 155           | 7             |
| Egyéb               | 95            | 56            |
| Összesen            | 15579         | 10293         |

### Šipovo település
| Nemzetiségi csoport | Népesség 1991 | Népesség 2013 |
| ------------------- | ------------- | ------------- |
| Szerb               | 3828          | 3571          |
| Bosnyák             | 1155          | 247           |
| Horvát              | 14            | 9             |
| Jugoszláv           | 117           | 6             |
| Egyéb               | 56            | 23            |
| Összesen            | 5170          | 3856          |

## Története

### Az ókorban
A termőföldnek, a jelentős ásványkincskészleteknek, az enyhe éghajlatnak és a kedvező földrajzi helyzetnek köszönhetően Šipovo környéke a legrégibb időktől fogva lakott volt. A római kor előtti időkben, Šipovo területét a maezei illír törzs lakta. A Janj és a Pliva völgyében az Orbász, a Száva és a Boszna folyók közötti területet uraló maezei törzsszövetséghez tartozó sapuata és emantina illír törzsek által épített számos erőd és település maradványai találhatók. A ma ismert, több mint 30 erődítmény a késő bronz- és a korai vaskorhoz tartoztak, az i. e. 1500 és i. e. 1000 közötti időszakban épültek. Volari falu elődje egy régi illír település volt, amelyet Volorainak hívtak, a mai Sarići falu elődjét pedig Saritának hívták.

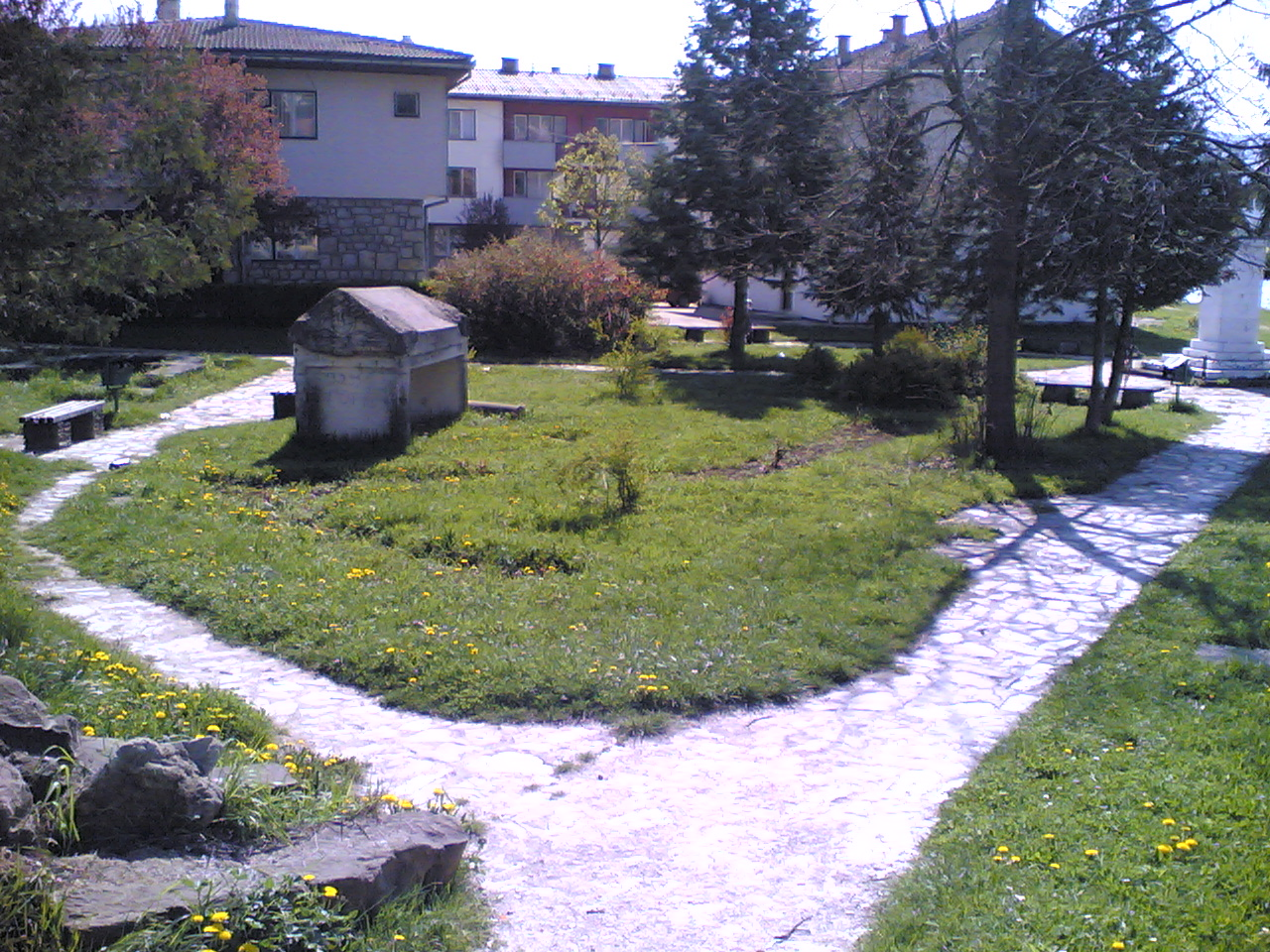
Šipovo központja a római szarkofággal

A Baton vezette nagy illír felkelés összeomlása után maezei törzset 9-ben Germanicus római hadvezér leigázta. Ezt követően a rómaiak a korábban egységes területet Pannónia és Dalmácia tartományokra osztották. Šipovo Dalmáciához tartozott. Az ókorban, a rómaiak bejövetele után a mai Šipovo területén jelentős közigazgatási és gazdasági központ alakult ki. Az epigráfiai leletek megerősítették, hogy a település municipiumi rangot kapott, és az egyik lelet megerősítette Baloie akkori nevét is. A leletek alapján ez a település az 1. század végén, a 2. század elején kapott municípiumi rangot. A település központja Gromile helyén volt, ahol a fórum, a templomok, a paloták és a patrónus szobra állt. Baloia 3. és 4. században érte el virágzásának csúcspontját, majd a 6. század végén, feltehetően avarok inváziójában elpusztult. Ennek az ősi agglomerációnak a települése gazdag régészeti leleteket hagyott maga után. A feljegyzések és feltárások alapján a legjelentősebb ókori leletkoncentráció a következő helyeken található: Gromile, Tuk, Volari, Crkvina, a Lubovice torkolat, Čifluk és Mujdžići. A templomok nagy száma, amelyek maradványait Volaritól Mujdžićig egy viszonylag behatárolt területen találták meg, arra utal, hogy Baloie a római és a bizánci korszakban is fontos templomi székhely volt, míg egyes források a egy baloie-i egyházmegye létezésére is utalnak.
A település 1878-ig tartozott az Oszmán Birodalomhoz, majd az Osztrák-Magyar Monarchia része lett. 1879-ben az első osztrák-magyar népszámlálás során Šipovóban 43 házat és 259 ortodox lakost számláltak. A községhez Šipovón kívül Bešnjevo, Duljici, Lubovo és Vražić települések tartoztak. 1910-ben a településen 70 házat, 76 ortodox szerb, 280 muszlim és 12 katolikus lakost számláltak. A monarchia szétesésével 1918-ben előbb a Szerb-Horvát-Szlovén Királyság, majd 1929-től a Jugoszláv Királyság része. Jugoszlávia megszállása után a falu a Független Horvát Állam (NDH) része lett. 1921-ben a községben 404 házat és 2140 lakost számláltak.

### A második világháborúban
A második világháború alatt az usztasák fizikai erőszakot és egyéb megtorlást követtek el a helyi lakosság ellen, anyagi javaikat fosztogatták és erőszakos áttérítéseket folytattak. A Janj és a Pliva vízgyűjtő területén közvetlenül a Jugoszláv Királyság megszállása után kezdték meg akcióikat. A šipovói usztasa központot katonai-politikai intézményként alakították ki, Šipovo önkormányzatának elnökévé pedig Jakov Matekalo tanárt nevezték ki, de Šipovo község területén már a megszállás előtt is működött egy ultranacionalista usztasa szervezet, amelynek főszereplője egy Volar Šerif (Tala) Košmić nevű muszlim, az osztrák-magyar hadsereg volt csendőrőrnagya volt. Az erőszak, a fosztogatások és egyéb megtorlások arra kényszerítették a helyi lakosságot, hogy az erdőkbe meneküljenek, és ott keressenek menedéket az usztasák elől. A menekült lakosság katonai alakulatokba kezdett csoportosulni. Nem sokkal ezután az emberek fellázadtak. A közelgő felkelésről az usztasa hatóságoknak a Boszniai Hadosztály Területi Parancsnokságának 1941. július 10-i travniki jelentéséből volt információjuk, amely szerint a csetnikek Glamoč-Grahovo-Ključ-Petrovac térségében folytatják a szervezkedést. A szökevénycsoportok Kozila, Pljeva és Dragnjić Podova falvak körüli erdőkben alakultak, és a pljevai Mitra Trivunčić, a kozilai Tanasi Prol, Peric Vasić, Uroša Drenović gerzovoi tanár és mások vezették őket.

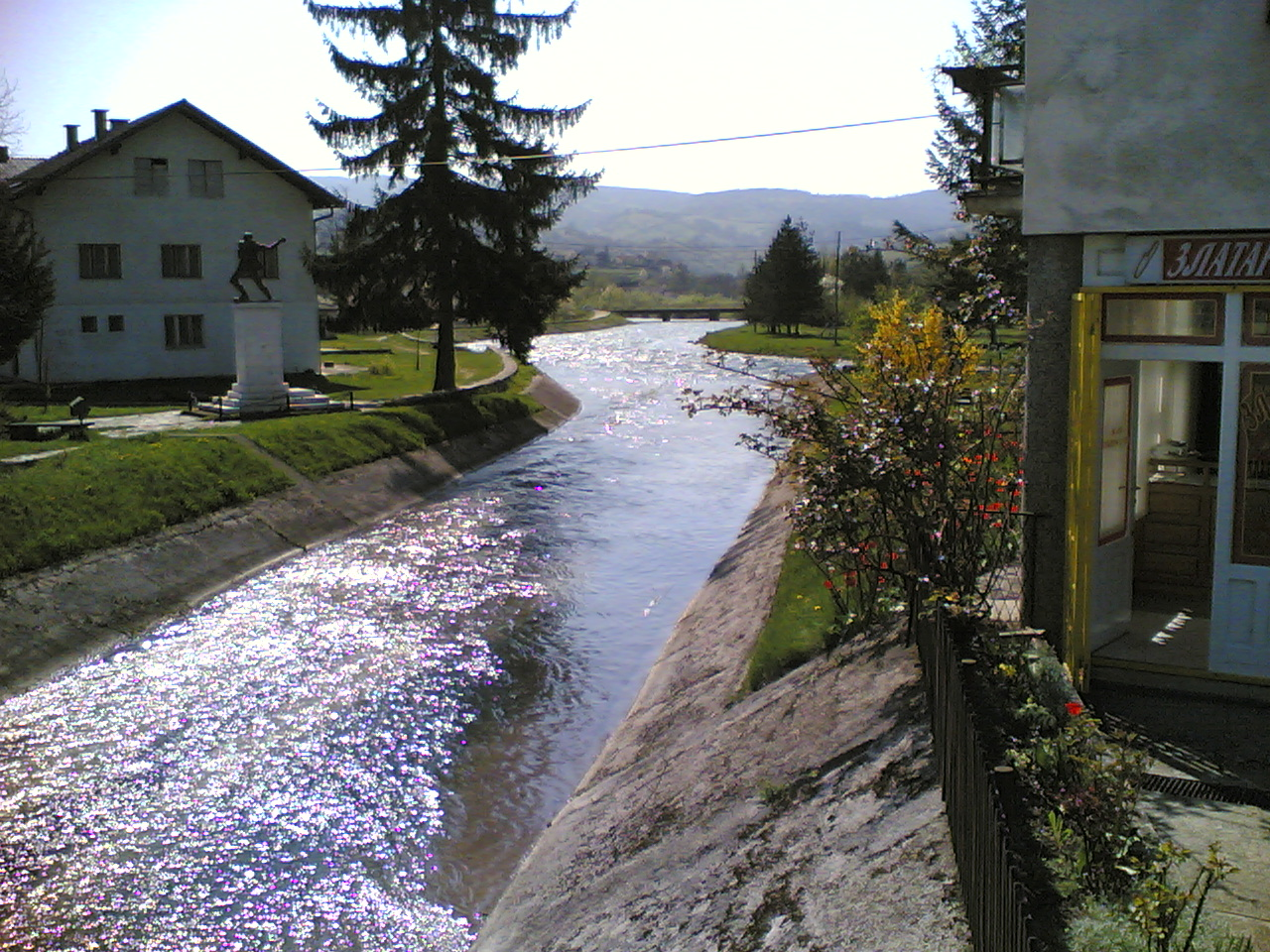
A Lubovica-patak, a háttérben Simi Šolajinak, a Harmadik Krajinai Partizán Különítmény második zászlóalja legendás parancsnokának, Jugoszlávia nemzeti hősének 1961-ben felavatott emlékművével

1941. szeptember elején, a felkelők elleni usztasa offenzíva közepette Šipovóban és környékén tömeges letartóztatásokat hajtottak végre. A helyi lakosságot az iskolában, az erdészeti központban és más alkalmi börtönökbe zárták be, majd a Gradina melletti Baréba szállították őket, ahol a szeptember 4. és 9. közötti tömegmészárlás során ölték meg őket. Az áldozatokat a bűncselekmény helyszínétől nem messze temették el. A sír felszíni rétegét oltott mésszel szórták be, mert a talajréteg vékony volt. Helyenként így is szögesdróttal körbetekert emberi karok és lábak álltak ki. A háború után a földi maradványok városi temetőbe szállítása során megállapították, hogy az usztasák ezen a helyen 525 különböző korú szerbet lőttek le, mészároltak le vagy más módon öltek meg. A szeptember eleji barai mészárlást a régió legsúlyosabb usztasa bűntettének tartják. Szeptember 16-án a jajcai ortodox templomban található börtönben 158 többségben Šipovóból származó fogva tartott szerbet öltek meg. A krajnai szerb hadsereg parancsnoka, Mate Rupčić által készített jelentésben az szerepel, hogy a szerbeket a templomban késsel ölték meg. A Jajca megyei (amelyhez Šipovo is tartozott) börtönökben fogva tartott szerbek számát eddig nem határozták meg. A háború után végrehajtott részleges népszámlálások szerint Jajca régióban 31 nagy kivégzési helyszínt regisztráltak, ahol összesen 5400 olyan áldozatot számláltak, akik 1941-1945 között usztasa-bűncselekményeknek estek áldozatul. A helyi lakosság szenvedéseinek mértéke jól látható a mai Šipovo község területén egykor élt, ma már hiányzó családnevek listájából. A Szerb Ortodox Egyház dokumentumaiból kiderül, hogy a 19. század végétől a 20. század közepéig tartó számos háború, szenvedés, üldözés és kitelepítés során bizonyos családok teljesen eltűntek a mai Šipovo város területéről. Megállapították, hogy 1941-1945 között több mint 350 000 ortodox szerbet térítettek át. Az erőszakos áttérítés egyik kirívó esete a šipovói Jovanka Prpić (Gašić) jajcai posta dolgozójának esete volt. 1945-től a település a szocialista Jugoszlávia része volt. A Šipovo–Jajce vasútvonalat 1970. április 1-jén szüntették meg.

### A boszniai háború
A településen az 1991-es népszámlálás adatai szerint 5176-an éltek. A Bosznia-Hercegovinában zajló polgárháború idején Šipovo a többi Visoko Krajina-i településhez hasonlóan a Boszniai Szerb Köztársaság része volt. A község területén 1995 szeptemberéig nem volt háborús hadművelet, ekkor azonban a település területét a Horvát Köztársaság fegyveres ereje megszállta. A horvát csapatok elől a lakosság többsége elmenekült, az ittmaradtak közül a horvátok többeket meggyilkoltak, majd az önkormányzati vagyon egy részét kifosztották. A daytoni tárgyalások és a daytoni békemegállapodás aláírása után Šipovo település egésze visszakerült a Szerb Köztársasághoz.
Šipovo központjában 2017-ben emlékkút épült, melynek tetején egy kőserpenyő található, benne pitével. Az emlékművet az itteni tradicionális januári pitének, a vidék nemzeti ételének emelték.

## Gazdaság

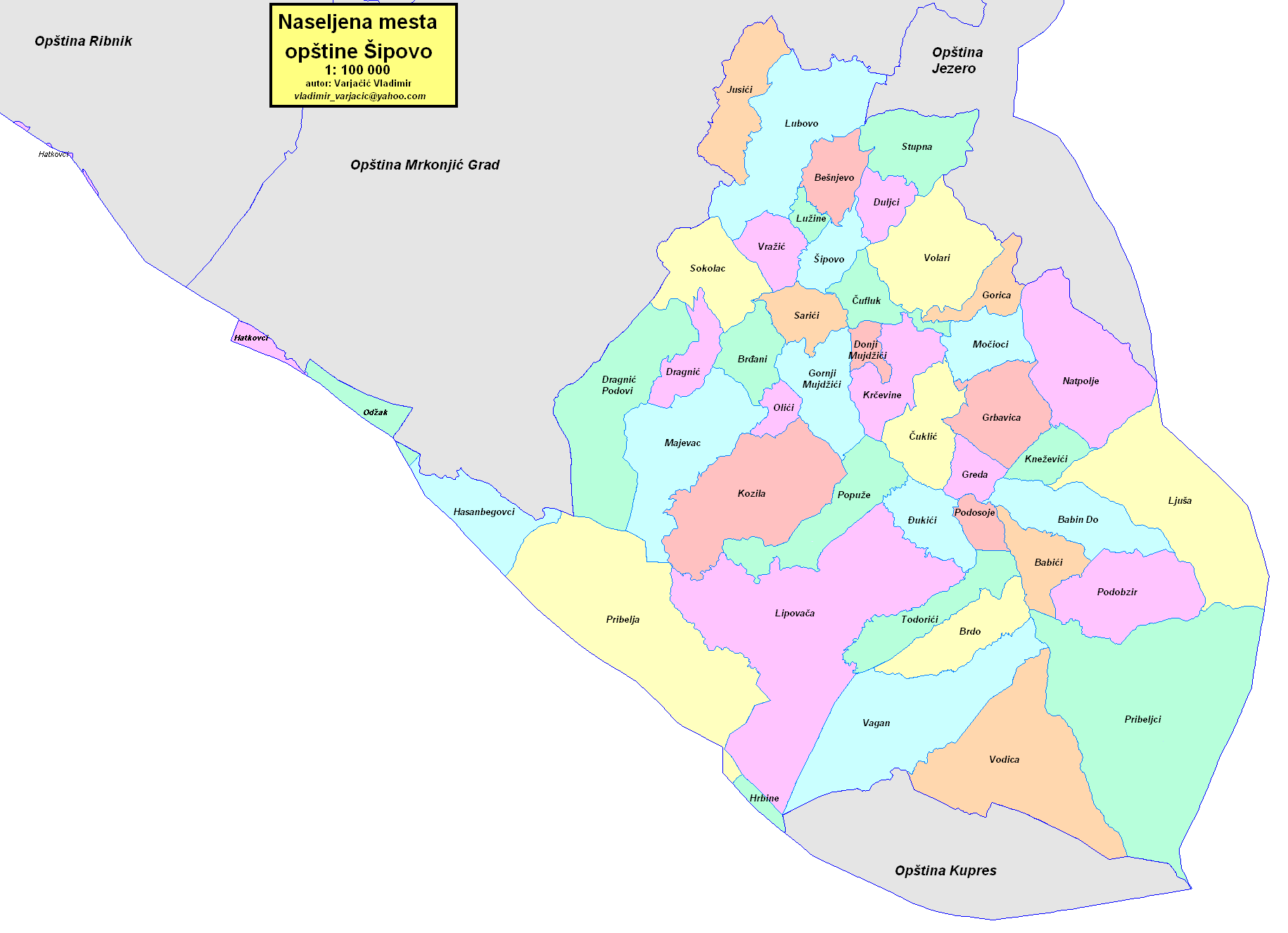
Šipovo község településeinek térképe

Šipovo község jelentős természeti erőforrásokkal rendelkezik: erdők, ércek, folyók (Pliva, Janj, Lubovica), szántóföldek, rétek és legelők. Területén számos ásványlelőhely található: Volariban és Stupnában gipszérc; Sokolacban és Gredában bentonit érc; Brđaniban barnaszén; Lubovoban dolomit építőhomok; a Lisina déli lejtőin fémes ásványok (réz, vas, higany, mangán) és kristályos kvarc található. Šipovo település gazdag vízkészlettel rendelkezik. A Pliva és a Janj folyók mellékfolyóival a mini vízierőművek építésének lehetőségét kínálják. Šipovo község 220 km összhosszúságú úthálózattal rendelkezik. ebből 90 km aszfalt, 80 km makadám és 50 km földút van.

## Oktatás
- Az óvodai nevelés intézménye 1975 óta működik „Mladost” néven. A "Mladost" Óvoda épülete az óvodai nevelés igényeit szolgálja. Az óvodában két nevelési csoport található.

- A „Nemanja Vlatković” Általános Iskola magában foglalja a Šipovo általános iskoláját, amely a város központjában található, és három regionális iskolát Pljevában, Volariban és Mujdžićiben. Ennek az iskolának három regionális iskolája is van, amelyek jelenleg nem működnek: Lubovo, Grbavica és Sokolac településeken.

- A város központjában található a „Petar Kočić” Gimnáziumi Központ, ahol az órák két iskolaépületben, összesen 3187 m²-en zajlanak. Az intézmény 20 tanteremmel és könyvtárral rendelkezik. A gimnáziumon kívül szakközépiskolai oktatás is folyik gépgyártás és fémfeldolgozás (gépész, hegesztő, szerelő) és közgazdaságtan, (jog és kereskedelem, menedzserképzés) szakokon.

## Kultúra
- A „Nikola Kokošar” Kultúrközpont fő tevékenységei: könyvtári tevékenység, filmvetítés, munka és művészeti intézményekkel való kapcsolattartás, irodahelyiségek bérbeadása, étkeztetés, felnőttképzés (szemináriumok, tanfolyamok), kulturális és szórakoztató rendezvények, koncertek és videóklubok szervezése, szervezés szekciók (zenei és folklór) és műhely (művészeti), internetes központ.

- A Šipovoi Nemzeti Könyvtár a šipovoi közgyűlés döntése alapján 2007 óta önálló közintézményként működik. A könyvtár alaptevékenysége, feladatai a könyvtári anyagok gyűjtése, szakszerű feldolgozása, megőrzése, restaurálása, katalógusok vezetése, a könyvtári anyagok tárgyi nyilvántartása, a könyvek használatba vétele, a könyvek és az olvasás népszerűsítése. A könyvtárban több mint 21 000 különböző műfajú könyv található (iskolai olvasmányok, szakirodalom, szépirodalom minden korosztály számára).

## Egészségügy
Az első hivatalos adatok községünk egészségügyi intézményeinek munkájáról 1955-ben, a Šipovo Egészségügyi Központ megalakulásakor jelennek meg. A Dom zdravlja Šipovo közegészségügyi intézményt Šipovo városi tanácsának határozata 1997-ben alapította. A Dom zdravlja Šipovo alapfokú egészségügyi szolgáltatások nyújtásával foglalkozik, nyilvántartásba vett tevékenységét az alábbi szolgáltatásokon keresztül végzi: 
- általános (családi) orvosi szolgálat,
- iskolás és óvodás gyermekek egészségügyi ellátása,
- a munkavállalók egészségének védelme,
- női egészségügy,
- higiéniai és járványügyi szolgálat,
- sürgősségi orvosi ügyelet (a nap 24 órájában),
- fogászati szolgáltatás fogtechnikával,
- radiológiai, laboratóriumi és ultrahang diagnosztika,
- fizikai orvosi és rehabilitációs szolgáltatás.

## Nevezetességei
- Keresztelő Szent János születésének tiszteletére szentelt ortodox temploma. A templom építése 1923-ban kezdődött, a teljes építkezés 1925-ben fejeződött be. Története során a templomot többször meggyalázták Bosznia-Hercegovinában a megszállás és a háborúk idején. Az első megszentségtelenítés után 1986-ban kezdődött meg a templom helyreállítása, és a templomot 1994 nyarára teljesen felújították, amikor Hrizosztom Jević bihács-petrovai püspök szentelte fel, 1994. július 31-én. Nem sokkal a templom teljes újjáépítése után, Šipovo 1995. szeptember 12-i megszállása során a templomot a Horvát Köztársaság reguláris hadserege és a HVO többször is súlyosan megrongálta, és többször aknázta. A bosznia-hercegovinai háború befejezése után, amikor a szerbek 1996 februárjában visszatértek otthonaikba, elkezdődött a Keresztelő Szent János Születése templomának újjáépítése, mely a rossz anyagi helyzet miatt csak 2004-ben fejeződött be. A templomot 2004. július 7-én Hrizosztom Jević bihać-petrovai püspök újból felszentelte. A templom felszentelése után megkezdődött a szentély építése, amely 2007-re készült el teljesen.[14]

A község területén összesen mintegy 100 régészeti lelőhely található. Šipovo az ókorban nagyon fontos központ volt, a rómaiak két legfontosabb városának egyike ezen a vidéken. Ennek következtében a község tágabb területén számos fontos történelmi és kulturális emlék, valamint régészeti lelőhely található, melyek közül Šipovo település a következő jelentősebb lelőhelyekkel rendelkezik:
- Crkvina - római település és középkori temető maradványai. A római kori településből több épület alapfalait feltárták. A leletek közül kiemelkedik egy római kőtábla töredéke a Dionysus-kultusz motívumaival. A leletek az 1. – 4. század közötti időszakból származnak. A késő középkori temetőben 16, kőlapokkal kibélelt, nyeregtetővel fedett sírt találtak.[6]

- Gradina – ókori erődítmény maradványai, melyet a vaskortól a késő ókorig használtak. A védőfalaknak csak csekély maradványai találhatók, a falakon belül pedig számos kerámiatöredéket találtak.[6]

- Gromile – őskori település és római erőd maradványai. A lelőhely területe mintegy 2 hektárt ölel fel. A területen róma kori alapfalak, építőanyag törmelék, domborművek, feliratos kövek töredékei, római fűtésrendszer maradványai, kerámiatöredékek és Nagy Konstantin császár pénzérméi kerültek elő. Mindezek alatt, a következő kultúrrétegben terra sigillata és egy férfit és állatokat ábrázoló szobor töredéke. A leletek alapján itt egy római erőd, vagy erődített villa állhatott. Sz építés kezdetei a késő bronzkorig nyúlnak vissza.[6]

- Katunište – őskori tumulus, melynek átmérője 30 méter, magassága 3 méter. A halom a Bešnjevo – Staro Šipovo út mellett található. feltehetően bronzkori eredetű.[6]

- Kučišta – római templom maradványai. Kőtöredékek és két oltár maradványai, melyek feltehetően egy római kori templomhoz tartoztak.[6]

- Šipovo 1 – késő ókori mauzóleum és temető maradványai. A mai pravoszláv temető területén, a Pliva hídja feletti részen épület és sírkő töredékeket találtak, Medúza-fejjel és több más dombormű részlettel. több, melléklet nélküli sírt is feltártak. Közülük kitűnnek egy 4. századi mauzóleum maradványai.[6]

- Šipovo 2 – Késő ókori szarkofág. A Lubovačka-patak plivai torkolata előtt 4. századi római szarkofágot találtak, rajta Medúza-fejjel.[6]

- Šipovo 3 – i. e. 1. századi kelta pénzérme lelőhelye a korai vaskorból.[6]

- Tuk – római kori temető maradványai. A véletlenül felfedezett sírok némelyike feliratos sírkővel (sztélé) rendelkezik. A sírokban ékszereket és 3. századi pénzérméket találtak.[6]

## Fordítás
- Ez a szócikk részben vagy egészben  a(z)   Шипово című szerb Wikipédia-szócikk ezen változatának fordításán alapul.  Az eredeti cikk szerkesztőit annak laptörténete sorolja fel. Ez a jelzés csupán a megfogalmazás eredetét és a szerzői jogokat jelzi, nem szolgál a cikkben szereplő információk forrásmegjelöléseként.